# Milino
Milino (makedonska: Милино) är en ort i Nordmakedonien. Den ligger i kommunen Lozovo, i den centrala delen av landet, 40 kilometer sydost om huvudstaden Skopje. Milino ligger 354 meter över havet och antalet invånare är 458.